# Alfred Pyka
Alfred Pyka (Slesia, 28 giugno 1934 – Herne, 10 gennaio 2012) è stato un calciatore tedesco, di ruolo centrocampista.